# Пруднікова Людмила Петрівна
Пруднікова Людмила Петрівна (27 червня 1946 р.) — українська піаністка, педагог, заслужений діяч мистецтв України, доцент, професор кафедри загального та спеціалізованого фортепіано Національної музичної академії України імені П. І. Чайковського.
Людмила Петрівна Пруднікова була першим викладачем Максима Тимошенка, згодом ректора НМАУ, та композитора Андрія Бондаренка. Брала участь в журі конкурсів «Зоряні мости», «Арт премія», Міжнародного конкурса ім. Станковича, Всеукраїнському конкурсі-фестивалі «Українська естафета творчості» та інших. Нагороджена Почесною грамотою Міністерства культури і мистецтв України за вагомий особистий внесок у створенні духовних цінностей та високу професійну майстерність та почесною грамота НМАУ ім. Чайковського за багаторічну творчу працю та особистий внесок у розвитку музичного мистецтва України.

## Наукові праці
- Пруднікова Л. П. Маестро // Культура і життя. — № 47 від 26.11.1985 р.
- Пруднікова Л. П. В. С. Тольба — про виконавство // Науковий вісник НМАУ ім. П. І. Чайковського. Музичне виконавство.-Вип 1.-Київ,1999.- С.145-155
- Пруднікова Л. П. Сучасні можливості підготовки педагогів музичної освіти у європейському просторі // Збірник наукових і науково-методичних праць професорсько-викладацького колективу школи та Академії. Дослідження. Досвід. Спогади. — Вип 6. — Київ, 2005. — С. 58-62.
- Пруднікова Л. П.  Поліфонічні «приношення» В. Бібіка для фортепіано: інтонаційні та фактурні рішення / Л. П. Пруднікова // Мистецтвознавчі записки. — 2015. — Вип. 27. — С. 136—142. — Режим доступу: http://nbuv.gov.ua/UJRN/Mz_2015_27_17
- Пруднікова Л. П. Художній світ концерту для фортепіано та струнних Альфреда Шнітке та його втілення у виконавській інтерпретації / Л. П. Пруднікова // Мистецтвознавчі записки. — 2013. — Вип. 24. — С. 97-104. — Режим доступу: http://nbuv.gov.ua/UJRN/Mz_2013_24_15
- Пруднікова Л. П. В классе Леонида Акимовича Вайнтрауба // Київська фортепіанна школа. Імена та часи: колективна монографія / автор проекту Т. О. Рощина; автори-упоряд. Т. О. Рощина та О. В. Ринденко, ред. О. В. Сахарова, О. Є. Степанюк. — К. : НМАУ ім. П. І. Чайковського, 2013. — С. 63–74. 271—276
- Пруднікова Л. П. Роль міжнародних мистецьких заходів у формуванні транснаціонального культурного простору. Збірник наукових праць конференції Мова та культура К — 2013